# Amplitud de probabilitat

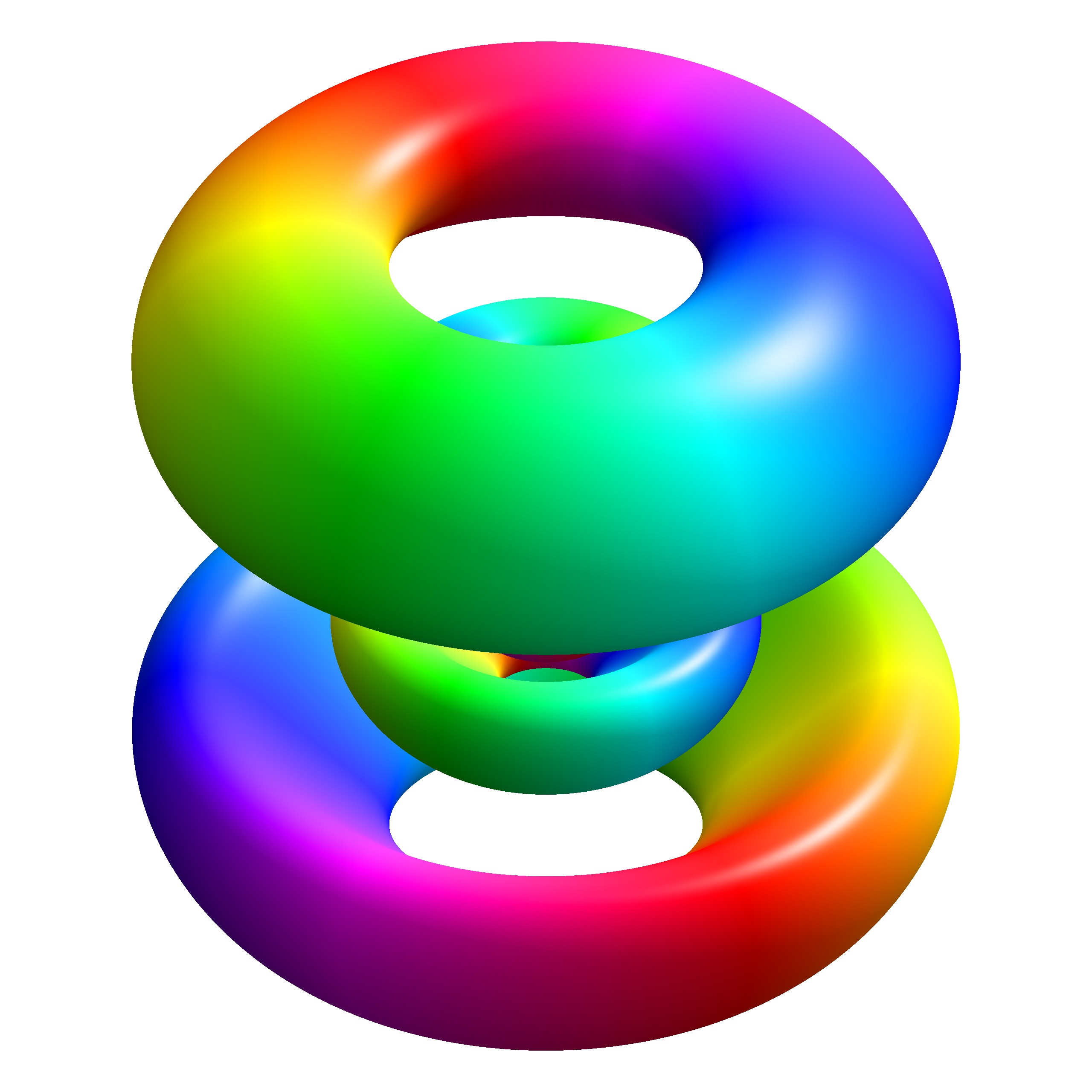
Una funció d'ona per a un sol electró a l'orbital atòmic 5d d'un àtom d'hidrogen. El cos sòlid mostra els llocs on la densitat de probabilitat de l'electró està per sobre d'un valor determinat (aquí 0,02 nm^{−3}): això es calcula a partir de l'amplitud de probabilitat. La tonalitat de la superfície de color mostra la fase complexa de la funció d'ona.

En mecànica quàntica, una amplitud de probabilitat és un nombre complex utilitzat per descriure el comportament dels sistemes. El quadrat del mòdul d'aquesta magnitud representa una densitat de probabilitat.
Les amplituds de probabilitat proporcionen una relació entre el vector d'estat quàntic d'un sistema i els resultats de les observacions d'aquest sistema, un enllaç va ser proposat per primera vegada per Max Born, el 1926. La interpretació dels valors d'una funció d'ona com a amplitud de probabilitat és un pilar de la interpretació de Copenhaguen de la mecànica quàntica. De fet, les propietats de l'espai de les funcions d'ona s'estaven utilitzant per fer prediccions físiques (com ara les emissions dels àtoms a determinades energies discretes) abans que s'oferís qualsevol interpretació física d'una funció particular. Born va rebre la meitat del Premi Nobel de Física de 1954 per aquesta comprensió, i la probabilitat així calculada de vegades s'anomena "probabilitat de Born". Aquests conceptes probabilistes, és a dir, la densitat de probabilitat i les mesures quàntiques, van ser enèrgicament contestats en aquell moment pels físics originals que treballaven en la teoria, com Schrödinger i Einstein. És l'origen de les conseqüències misterioses i de les dificultats filosòfiques en les interpretacions de la mecànica quàntica, temes que encara avui continuen sent debatuts.

## Visió general física
Descuidant algunes complexitats tècniques, el problema de la mesura quàntica és el comportament d'un estat quàntic, per al qual el valor de la Q observable a mesurar és incert. Es creu que aquest estat és una superposició coherent dels estats propis de l'observable, estats sobre els quals el valor de l'observable es defineix de manera única, per a diferents valors possibles de l'observable.
Quan es fa una mesura de Q, el sistema (segons la interpretació de Copenhaguen) salta a un dels estats propis, retornant el valor propi que pertany a aquest estat propi. El sistema sempre es pot descriure mitjançant una combinació lineal o superposició d'aquests estats propis amb "pesos" desiguals. Intuïtivament, és evident que els estats propis amb "pesos" més pesats són més "probables" que es produeixin. De fet, a quin dels estats propis anteriors salta el sistema ve donat per una llei probabilística: la probabilitat que el sistema salti a l'estat és proporcional al valor absolut del quadrat numèric corresponent. Aquests pesos numèrics s'anomenen amplituds de probabilitat, i aquesta relació que s'utilitza per calcular probabilitats a partir d'estats quàntics purs determinats (com les funcions d'ona) s'anomena regla de Born.
És evident que la suma de les probabilitats, que és igual a la suma dels quadrats absoluts de les amplituds de probabilitat, ha de ser igual a 1. Aquest és el requisit de normalització.
Si se sap que el sistema es troba en algun estat propi de Q (p. ex., després d'una observació del valor propi de Q corresponent), la probabilitat d'observar aquest valor propi esdevingui igual a 1 (certa) per a totes les mesures posteriors de Q (sempre que no hi hagi cap altre valor important). forces actuen entre les mesures). En altres paraules, les amplituds de probabilitat són zero per a tots els altres estats propis i romanen zero per a les mesures futures. Si el conjunt d'estats propis als quals el sistema pot saltar després de la mesura de Q és el mateix que el conjunt d'estats propis per a la mesura de R, aleshores les mesures posteriors de Q o R sempre produeixen els mateixos valors amb una probabilitat d'1, sense importar l'ordre. en què s'apliquen. Les amplituds de probabilitat no es veuen afectades per cap mesura, i es diu que els observables es desplacen.
Per contra, si els estats propis de Q i R són diferents, la mesura de R produeix un salt a un estat que no és un estat propi de Q Per tant, si se sap que el sistema es troba en algun estat propi de Q (totes les amplituds de probabilitat són zero excepte un estat propi), aleshores quan s'observa R les amplituds de probabilitat es canvien. Una segona observació posterior de Q ja no produeix el valor propi corresponent a l'estat inicial. En altres paraules, les amplituds de probabilitat per a la segona mesura de Q depenen de si es produeix abans o després d'una mesura de R, i els dos observables no es desplacen.

## Formulació matemàtica
En una configuració formal, es representa l'estat d'un sistema físic aïllat en mecànica quàntica, en un moment determinat. {\displaystyle t}, per un vector d'estat ket pertanyent a un espai de Hilbert complex separable. Utilitzant la notació bra–ket la relació entre el vector d'estat i la " base de posició" {\displaystyle \{|x\rangle \}} de l'espai de Hilbert es pot escriure com
{\displaystyle \psi (x)=\langle x|\Psi \rangle }
La seva relació amb un observable es pot dilucidar generalitzant l'estat quàntic {\displaystyle \psi } a una funció mesurable i el seu domini de definició a un espai de mesura σ -finit donat {\displaystyle (X,{\mathcal {A}},\mu )}. Això permet perfeccionar el teorema de descomposició de Lebesgue, descomponent μ en tres parts mútuament singulars.
{\displaystyle \mu =\mu _{\mathrm {ac} }+\mu _{\mathrm {sc} }+\mu _{\mathrm {pp} }}
on μac és absolutament contínua respecte a la mesura de Lebesgue, μsc és singular respecte a la mesura de Lebesgue i sense àtoms, i μpp és una mesura puntual pura.